# Lijst van strips uit De Vrije Balloen
De Vrije Balloen striplijst is een overzicht van de strips die in het stripblad De Vrije Balloen gepubliceerd zijn.

## Gegevens vooraf

### Namen
- De Vrije Balloen: nummers 1 t/m 47 en Jubileumnummer
- De Balloen: nummers 48 t/m 53a
- Balloen: nummers 53b t/m 61/62

### Uitgevers
- Kobold: nummers 1 t/m 27
- Kontekst: nummers 28 t/m 47
- Van Wulften: nummers 48 t/m 61/62
- Arboris: Jubileumnummer

### Jaargangen
- 1975: nummers 1-2
- 1976: nummers 3-4-5-6
- 1977: nummers 7-8-9-10-11
- 1978: nummers 12-13-14-15-16
- 1979: nummers 17-18-19-20-21
- 1980: nummers 22-23-24-25-26-27-28-29-30-31-32-33
- 1981: nummers 34-35-36-37-38-39-40-41-42-43-44-45
- 1982: nummers 46-47-48-49-50-51-52-53a
- 1983: nummers 53b-54-55-56-57-58/59-60-61/62
- 2015: Jubileumnummer

### Bijzonderheden
- Er zijn 2 dubbelnummers verschenen, te weten de nummers 58/59 en 61/62
- Er zijn 2 nummers 53 verschenen, ter onderscheiding aangeduid als 53a en 53b
- In 2015 verscheen een eenmalig Jubileumnummer, in deze striplijst aangeduid als JN

### Rangschikking en naamgeving
- Deze striplijst is alfabetisch gerangschikt op achternaam of pseudoniem van de tekenaars
- De naam van de strip wordt door een > voorafgegaan als er geen verhaaltitel bekend is, ter onderscheiding is dan de eerste tekstregel of een omschrijving van het betreffende verhaal gegeven

## Claude Arnal
Pablo en Muzo
- >Dat bestaat toch niet. Muzo! (1 pl.) nr. 56
- >Ik vind u knap (1 pl.) nr. 56
- >Schaam jij je eigenlijk niet (1 pl.) nr. 56
- >De ontdekking van deze eeuw (1 pl.) nr. 56
- >Wie wil m’n verjongingsmachine (1 pl.) nr. 56
- >Moet ik dan altijd alles alleen doen (1 pl.) nr. 56
- >Eureka! (1 pl.) nr. 56
- >Mijn eerste tenor is verkouden (1 pl.) nr. 56
- >Hè hè Muzo (1 pl.) nr. 56

## Claude Auclair
- De legende van “Scherpe-Neus” en “Driepoot-de-Wolf” (15 pl.) nr. 14 t/m 15

## Leroy Azul
- Night trip (3 pl.) nr. 23, tekst: Michaïll Doubos

## Harry Balm
Losse strips
- Merle (5 pl.) nr. 4
- Elsinore van Flamberge (5 pl.) nr. 8

Kettingstrip (zie ook: Carry Brugman, Gideon Brugman en Piet Wijn)
- Kettingstrip (¾ pl.) nr. 4, tekst: Patty Klein

## Carl Barks
Donald Duck (Engelstalig)
- >Nachtmerrieverhaal (10 pl.) nr. 61/62

## Paul Bodoni(Paul Derksen)
Losse strips
- Beer of geen beer (2 pl.) nr. 12, tekst: Patty Klein
- Facetten van het buitenleven (4 pl.) nr. 13
- In de serie kennis en macht (2 pl.) nr. 16
- De kamikazechemicus (3 pl.) nr. 17, tekst: Bram Uil
- >Buitenaardsen (2 pl.) nr. 19, tekst: Proost & Brandt
- >Gat in hoofd (1 pl.) nr. 20
- Mijn boemerang! (2 pl.) nr. 20
- Giftige lading (2 pl.) nr. 28
- Het kerstdiner (2 pl.) nr. 33, tekst: H. Burger + E. v/d Goor
- Zonder titel (11 pl.) nr. 35 t/m 36
- …holy shit!! (6 pl.) nr. 39
- Legioen uitgedund (1 pl.) nr. 60
- Komt. Vrienden! (1 pl.) nr. 60
- Door het roeren (1 pl.) nr. 60
- >Ju! ju!! (1 pl.) nr. 60
- U en ik en de wereld (4 pl.) JN

Gilgamesj (niet voltooid)
- De laatste strophe van de laatste zang… (2 pl.) nr. 27
- Gilgamesj (10 pl.) nr. 57
- Zang een - tweede aflevering (6 pl.) nr. 58/59

Reclamestrips
- Wereldrecord striptekenen (½ pl.) nr. 31
- Addervertentie (1 pl.) nr. 33

## Godfried Bomans
Dick Parker
- Het geheim van de roestige spijker (50 plaatjes) nr. 58/59

Herduk op 4¼ bladzijde van persiflage op Dick Bos die oorspronkelijk gepubliceerd is  in het boek Capriolen (1953)

## Bonvi(Franco Bonvicini)
Na de bom
- >Van vader geproefd (2 pl.) nr. 25
- >Verboden voor kleurlingen (2 pl.) nr. 26
- >Mijn kieuwen jeuken (2 pl.) nr. 27
- >Hoogglans lak (2 pl.) nr. 28
- >Taxi! (2 pl.) nr. 30
- >Eten en gegeten worden (2 pl.) nr. 31
- >Vreemde manier van plassen (2 pl.) nr. 32
- >Vrouw redt kind (2 pl.) nr. 33
- >Vrouw redt kind wederom (2 pl.) nr. 34
- >Pijpen doet lijden (2 pl.) nr.
- >Aan tafel!! (2 pl.) nr. 36
- >Weet je wel zeker (2 pl.) nr. 38
- >Kind aan het spit (2 pl.) nr. 39
- >Goddank! Hij is normaal!!! (2 pl.) nr. 40
- >Zelfkruisiging (4 pl.) nr. 41
- >Tradities (2 pl.) nr. 42
- >Kinderbewaarplaats (2 pl.) nr. 43
- >Rattenval (2 pl.) nr. 45
- >Te laat voor de maaltijd (2 pl.) nr. 46

## Bor
- Alles onder controle (2 pl.) nr. 23
- Shit…doggy (2 pl.) nr. 24
- Aan ‘t lijntje (2 pl.) nr. 25
- Disco Queen (2 pl.) nr. 26
- Kraak + Kroon = Au (4 pl.) nr. 27
- Een uurtje, echte moord! (4 pl.) nr. 28

## Jan de Borst
- Europe in one hour (5 pl.) nr. 9, tekst: Andries Brandt + Patty Klein

## Hans Brouwer
Fed en Vetertje (tekststrip)
- >ongetiteld (12 stroken) nr. 56

## Dik Browne
Hägar
- >Wat zal Helga opkijken (1 pl.) nr. 19
- >Halt, lafaard (1 pl.) nr. 22
- >Doedoedoe-doedoe (1 pl.) nr. 28

## Carry Brugman
Kettingstrip (zie ook: Harry Balm, Gideon Brugman en Piet Wijn)
- Kettingstrip (¾ pl.) nr. 4, tekst: Patty Klein

## Gideon Brugman
Kettingstrip (zie ook: Harry Balm, Carry Brugman en Piet Wijn)
- Kettingstrip (¾ pl.) nr. 4

Cartoons
- >Wat verkoop jij?, nr. 6
- >Heeft u ook rattenvergif?, nr. 6

## Peti Buchel
Anatolia (niet voltooid)
- Orde heerst in Truttonia (9 pl.) nr. 54
- Dr Dildeaux’ dilemma (tweede episode) (9 pl.) nr. 55
- De sinistrose (derde episode) (9 pl.) nr. 57
- Ravenstein rommelt (vierde episode) (9 pl.) nr. 58/59

## Hans Buying
- Vloeibaar Drift (2 pl.) nr. 44

## Aart Clerkx
Losse strip
- Wat een teleurstelling (1 pl.) nr. 55

Jan Tit
- Aat van Ramp (25 pl.) nr. 52 t/m 55

Jan Klaassen
- >Kenonne! D’r legt sneeuw! (2 pl.) nr. 55
- De Moffedoos (32 pl.) nr. 56 (vouwboekje afgedrukt op 2 blz)
- De try-out (10 pl.) nr. 58/59
- >’t Is herfst 1983 (12 pl.) nr. 60
- Tique Boche (7 pl.) nr. 61/62 (plus 5 blz tekst met illustraties)

Jan Klaassen (gagstroken)
- De moderne manier van ramen openen (¼ pl.) nr. 53a
- Hij vulde zyn uitkering wat aan (¼ pl.) nr. 53b
- Hy dacht leuk een pils te gaan drinken (¼ pl.) nr. 54
- De betaalkaarten waren goed bewaakt (¼ pl.) nr. 55
- Hy besloot tot de volgende dag te blyven (¼ pl.) nr. 56

Prut Pruts
- >Men kent dat van mij (¼ pl.) nr. 54
- >Ik keb dat van hem (¼ pl.) nr. 55

Jan & Wim
- >Zoeken jullie werk? (¼ pl.) nr. 54
- >Geeft mij de smerigste baan (¼ pl.) nr. 55

Amanda
- >Amanda! Schat! (¼ pl.) nr. 54
- >Robert! (¼ pl.) nr. 55

Marja Tap, typiste
- >Kopje suiker? (¼ pl.) nr. 54
- >…the… (¼ pl.) nr. 55

Wally Oen
- >Ik ben geil (¼ pl.) nr. 54
- >Ik ben geil / Moet je ’n klap voor je kanis? (¼ pl.) nr. 55

Gevelfut
- >Postzegel plakken (½ pl.) nr. 54
- >Knippen (¼ pl.) nr. 55

Ardenner ham (cartoons)
- >Hamburger (nr 54)
- >Vraatzucht (nr 55)

## Peter Coolen
Toktok (cartoon)
- >Abortuskliniek (½ pl.) nr. 8

## Peter van Dongen
- Lijn 10 (1 pl.) nr. 53b

## Uco Egmond
- >Sinterklaas bij de psychiater (1 pl.) nr. 7

## Rob van Eijck
- De Romeinen komen (2 pl.) nr. 11, tekst: Hans van den Boom

## Ger van Essen
- Heidi-holala (8 pl.) nr. 18

## André Franquin
Losse strips
- Slowburn (3 pl.) nr. 11, tekst: Marcel Gotlib
- Fabel: De vos en de schijtlijster (2 pl.) nr. 16, tekst: Marcel Gotlib

Zwarte humor
- >Aflevering 10 (1 pl.) nr. 13
- >Aflevering 8 (1 pl.) nr. 13, tekst: Yvan Delporte
- >Aflevering 1 (½ pl.) nr. 14
- >Aflevering 14 (1 pl.) nr. 14
- >Aflevering 16 (1 pl.) nr. 15
- >Aflevering 7 (1 pl.) nr. 16
- >Aflevering 4 (½ pl.) nr. 17, tekst: Yvan Delporte
- >Aflevering 3 (½ pl.) nr. 17
- >Aflevering 12 (½ pl.) nr. 17, tekst: Yvan Delporte
- >Aflevering 24 (1 pl.) nr. 19, tekst: Yvan Delporte
- >Aflevering 30 (1 pl.) nr. 20, idee: Jean Roba + André Franquin
- >Aflevering 21 (1 pl.) nr. 21
- >Aflevering 13 (1 pl.) nr. 22, tekst: Yvan Delporte
- >Aflevering 15 (2 pl.) nr. 23
- >Aflevering 35 (1 pl.) nr. 24
- >Aflevering 23 (1 pl.) nr. 25
- >Aflevering 20 (1 pl.) nr. 26
- >Aflevering 34 (1 pl.) nr. 27
- >Aflevering 32 (1 pl.) nr. 29, tekst: Yvan Delporte
- >Aflevering 27 (1 pl.) nr. 30
- >Aflevering 41 (1 pl.) nr. 32
- >Aflevering 38 (1 pl.) nr. 33
- >Aflevering 42 (1 pl.) nr. 34
- >Aflevering 19 (1 pl.) nr. 35
- >Aflevering 31 (1 pl.) nr. 37, tekst: Luce (Luce Degotte)
- >Aflevering 2 (½ pl.), nr. 37
- >Aflevering 25 (1 pl.) nr. 38
- >Aflevering 46 (1 pl.) nr. 39
- >Aflevering 9 (1 pl.) nr. 40
- >Aflevering 43 (1 pl.) nr. 41
- >Aflevering 38 (= 39) (1 pl.) nr. 42, tekst: Luce (Luce Degotte)
- >Aflevering 36 (1 pl.) nr. 43, tekst: Luce (Luce Degotte)
- >Aflevering 33 (1 pl.) nr. 44
- >Aflevering 44 (1 pl.) nr. 45, tekst: Luce (Luce Degotte)
- >Aflevering 38 (1 pl.) nr. 46 (zie ook nr. 33)
- >Aflevering 59 (1 pl.) nr. 48
- >Aflevering 48 (1 pl.) nr. 49
- >Aflevering 50 (1 pl.) nr. 50

## Jack Frauenfelder+Hans Zandvliet
- Opiratie (1 pl.) nr. 47
- Andre(k) (1 pl.) nr. 47
- Dandy Cooper (1 pl.) nr. 47
- Vlieg er n’s uit… (1 pl.) nr. 47
- D’r zit muziek in… (1 pl.) nr. 47

## Evert Geradts
Moe Koe
- Mannen aan ’t werk! (4 pl.) nr. 50

Jan Zeiloor en Suus
- Stop de show! (niet voltooid) (4 pl.) nr. 51

## Alfred Gérard
- De kolonel van Pickenick (11 pl.) nr. 61/62

Herduk van gelijknamig micro-boekje oorspronkelijk gepubliceerd in 1961

## Evert J. van Ginkel
- Kinderboekenweek 1981 (2 pl.) nr. 41

## Marcel Gotlib
Koos Voos
- Exhibitions (6 pl.) nr. 12
- >Muizenval (1 pl.) nr. 13
- >Bandrecorder (2 pl.) nr. 17
- >Knoflook (1 pl.) nr. 18
- >Afpersen (1 pl.) nr. 19
- >Pek en veren (1 pl.) nr. 20
- >Achtervolging (1 pl.) nr. 21
- >Postzegelverzameling (1 pl.) nr. 22
- In de ruimte hoort niemand je schreeuwen (3 pl.) nr. 23
- >De pastoor (1 pl.) nr. 24
- >Dol op pijpen (1 pl.) nr. 25
- >Baby slaan (1 pl.) nr. 26
- Koos Voos of the jungle (1 pl.) nr. 27
- >Overval op toiletruimte (1 pl.) nr. 28
- >Billen exhibitionisme (1 pl.) nr. 29
- Koos Voos van Nazareth (2 pl.) nr. 30
- >Vieze plaatjes (1 pl.) nr. 31
- >Oorlogsinvalide (1 pl.) nr. 32
- >Sperma Bank (1 pl.) nr. 33
- Sneeuwwitje en Koos Voos (1 pl.) nr. 34
- >De zweep erover (1 pl.) nr. 35

Rhaa Lovely
- Liefde levenslang (12 pl.) nr. 36
- De verloofde van Frankenstein (2 pl.) nr. 38
- Aanval op de kuisheid (2 pl.) nr. 40

## Jan van Haasteren
Pseudoniemen: Dick Draw, Harold Hurry, Harrold Hurry, John Mac Highstars, Jean Pion, John Pion, Charl Tel, T. Typewriter
Hard gelach en andere verhalen
- Het geheime wapen (6 pl.) nr. 1, tekst: Andries Brandt + Patty Klein
- Echte boter! (1 pl.) nr. 1
- De exorcist (6 pl.) nr. 2, tekst: Andries Brandt
- Sinterklaasstrip (¾ pl.) nr. 2
- Oud (1 pl.) nr. 2, tekst: Patty Klein
- De Fam.v.Kant (5 pl.) nr. 3, tekst: Andries Brandt
- Gemier om vogelbekdier (4 pl.) nr. 4, tekst: Frans Buissink (Buis)
- Arts versus medicijnman (2 pl.) nr. 4, tekst: Patty Klein
- Florinda & Ramon (5 pl.) nr. 5, tekst: Andries Brandt
- TV spot (1 pl.) nr. 5, tekst: Patty Klein
- Onderwijs (1 pl.) nr. 6
- >Een hand geven (1 pl.) nr. 6
- >Een klap geven (1 pl.) nr. 7
- De goedheilig billentikker (4 pl.) nr. 7
- Hard gelach (3½ pl.) nr. 8, tekst: Patty Klein (Patty Petit)
- Stank voor dank (2 pl.) nr. 9, tekst: Willy Lohmann
- Kroestalk (1 pl.) nr. 9, tekst: Patty Klein
- Marti (1 pl.) nr. 10
- Spel zonder grenzen (4 pl.) nr. 11, tekst: Patty Klein
- Met oom Arie op safarie (2 pl.) nr. 12
- Geef om de natuur (2 pl.) nr. 13
- Van slag af (3 pl.) nr. 14
- Oog om oog…. (1 pl.) nr. 14, idee: Toon van Driel
- Het fenomeen Harm Horkus’ (2 pl.) nr. 15, tekst: Willy Lohmann (Willy Loneman)
- Avontuur in het verleden (2 pl.) nr. 16
- Op de grote stille heide… (1 pl.) nr. 18, tekst: Toon van Driel
- Sleutelclub (2 pl.) nr. 18, tekst: Willy Lohmann (Willy Lohman)
- >Lul leest de Telegraaf (1 pl.) nr. 19
- Jubileumstrip (4 pl.) nr. 31, tekst: Patty Klein
- Mijnheer H.P.Kriet (1 pl.) nr. 33, tekst: André Meulman
- Het logboek van een stripgebeuren (3 pl.) nr. 34, tekst: Patty Klein
- ”Verknipt” (1 pl.) nr. 35
- Hiepo K. Sterrenkunde (2 pl.) nr. 36, tekst: André Meulman
- Meneer H.P.Kriet (1 pl.) nr. 37, tekst: André Meulman
- Politie-escorte (2 pl.) JN

Baron van Tast
- ’n Van Tastisch einde… (4 pl.) nr. 6, tekst: Frans Buissink (F.A. Buys)
- Superclean deadmachine (2 pl.) nr. 9 (gewijzigde herdruk van een aflevering uit stripblad Pep)
- The party (2 pl.) nr. 12, tekst: Frits van der Heide (herdruk van een aflevering uit stripblad Pep)
- >Jogging (2 pl.) nr. 20
- Grafrekreatie (2 pl.) nr. 22
- Het museumbezoek (4 pl.) nr. 29, tekst: Bram Uil
- Baron van Tast gaat speeddaten (2 pl.) JN, tekst: Patty Klein

Gagstroken
- >Jezus valt van kruis, nr. 10
- >Touw van ballon doorknippen, nr. 26

Cartoons
- >Nixan, nr. 4
- >Vliegtuigwrak, nr. 5
- >Oost west asbest, nr. 6
- De TROS is er voor u!, nr. 10
- >Peniswerpen, nr. 17
- >Lieveheersbeestje, nr. 18

Reclamestrip
- >Verduiveld! Uitverkocht! (1 pl.) nr. 3

## Saskia van Haasteren
- >Dat is een zeer gevaarlijk beroep (½ pl.) nr. 42

## Paul Hagenaars
- Running for president (1 pl.) nr. 47

## Wim Hanssen
- Het wezen van de kat (1 pl.) nr. 60

## Gerrit Heeres
- >Mazelen (1 pl.) nr. 37
- Aftakelingshulp (3 pl.) nr. 38
- Over paddestoelen (2 pl.) nr. 40, tekst: Huub Kroes
- >Deze bladzij (1 pl.) nr. 42

## Stanley Heinze
Losse strips
- Castration (2 pl.) nr. 20
- TeleBingo (3 pl.) nr. 23, tekst: Bram Uil
- Spees èdventjer  (afl 3: Speesj edventjer) (6 pl.) nr. 24, 26 en 28
- Gaat u ook mee ,… de pijp uit ?... (2 pl.) nr. 25
- ’n Jehova getuige (1 pl.) nr. 28
- Gevoelens ….. (1 pl.) nr. 30
- Zo zou ik ’n reclame willen zien ! (1 pl.) nr. 30
- A day in het wilde westen. (2 pl.) nr. 32
- >Één van mijn leukste herinneringen aan de Vrije Balloen tijd (5 pl.) JN

Zip
- Zip … (1 pl.) nr. 28
- Zip ….. (1 pl.) nr. 29
- Zip ….. (1 pl.) nr. 30
- Zip ….. (1 pl.) nr. 34
- Zip ….. (1 pl.) nr. 35
- … Zip … (1 pl.) nr. 37
- In the land of Zip nobody survive. (1 pl.) nr. 39
- In the land of Zip nobody survive part (1 pl.) nr. 42
- Zip (1 pl.) nr. 43

## George Herriman
Baron Boon (Engelstalig)
- >ongetiteld (¼ pl.) nr. 60

## Leo Immerzeel
- En het geschiedde in die dagen … (2 pl.) nr. 33, tekst: Bram Uil
- Lien Okkeloen-de Knel (1 pl.) nr. 38, tekst: Bram Uil

## Gerrit de Jager
- De fiets (een partijtje golf) (2 pl.) nr. 9
- Doris Snee in: Het gebeurde in de supermarkt (4 pl.) nr. 10
- >Hoe het debutanten Wim Stevenhagen en Gerrit de Jager verder verging (1 pl.) JN

## Gerrit de Jager+Wim Stevenhagen
Gezamenlijk pseudoniem: Prutswerk
Losse strip
- One day at the stemhokje (4 pl.) nr. 37

Prut Pruts (losse verhalen)
- Anti autoritair (1 pl.) nr. 8, tekst: Patty Klein, tekeningen: Gerrit de Jager
- Het schoolreisje (8 pl.) nr. 30
- >Buro (4 pl.) nr. 39
- Prut Pruts oplichter (8 pl.) nr. 46

Prut Pruts Private Kreye lost het op
- Deel vijf: Anaverchisme.. (1 pl.) nr. 9, tekst en tekeningen: Wim Stevenhagen
- Deel acht: (2 pl.) nr. 10, tekst en tekeningen: Wim Stevenhagen
- Deel tien (4 pl.) nr. 11
- Deel zeven, liefde op de wadden (1 pl.) nr. 17

Prut Pruts Private Kreye Internationaal (deel 5: Interplanetair)
- 1 Deel een: Antiterrorisimuss (2 pl.) nr. 12
- 2 (2 pl.) nr. 13
- Deel 4: De titelbal 1 (4 pl.) nr. 14
- Deel 5 (slot) De titelbal II (4 pl.) nr. 15
- 3 Stop de neutronenbom (1 pl.) nr. 17

De neven van Prut Pruts
- Deel een: Prak Praks private kok (6 pl.) nr. 16
- Helaas de laatste aflevering uit onze spannende serie (6 pl.) nr. 19

Prut Pruts Private Kreye van 9 tot 5
- Prut Pruts Private Kreye van 9 tot 5 (4 pl.) nr. 21
- Prut Pruts Private Kreye van 9 tot 5 (4 pl.) nr. 22
- Prut Pruts Private Kreye van 9 tot 5 (2 pl.) nr. 23
- Teleboycot (4 pl.) nr. 24

De Zeepisode (Prut Pruts)
- De zeepisode (4 pl.) nr. 25
- De 2 zeepisode (4 pl.) nr. 26
- De zeepisode 3 (6 pl.) nr. 28
- De zeepisode 4 (4 pl.) nr. 29
- De zeepisode deel 5 (5 pl.) nr. 38
- 6 slot (3 pl.) nr. 47
- De 7 zeepisode (6 pl.) nr. 57, tekst en tekeningen: Wim Stevenhagen
- De zeepisodemieter 7½ (5 pl.) nr. 58/59, tekst en tekeningen: Rene Windig + Eddie de Jong
- De nasleepisode deel 1 (2 pl.) nr. 58/59, tekst en tekeningen: Wim Stevenhagen

Prut Pruts Private Kreye & De Blije Kalkoen
- Prut Pruts Private Kreye & De Blije Kalkoen (4 pl.) nr. 31
- De Blije Kalkoen 2 (2 pl.) nr. 32
- De Blije Kalkoen deel 3 (4 pl.) nr. 33
- De Blije Kalkoen 4 (4 pl.) nr. 34
- De Blije Kalkoen 5 (4 pl.) nr. 35

Prut Pruts Private Kreye (kernenergie)
- >Neerslag (4 pl.) nr. 40
- >Energie (4 pl.) nr. 41
- Terug! (613) (4 pl.) nr. 44
- 10366 (3 pl.) nr. 45, tekst en tekeningen: Gerrit de Jager + Wim Stevenhagen + Willy Lohmann
- Prut Pruts Private Kreye (4 pl.) nr. 48
- Spaar de punten (3 pl.) nr. 49

Prut Pruts Private Kreye (gevaarlijke elementen)
- >Oude kranten (3 pl.) nr. 50
- >Doorlopen…die deur door daar!! (4 pl.) nr. 51
- Live at the Van Wulften Studio’s (3 pl.) nr. 52
- … Een volk dat voor tirannen zwicht … (2 pl.) nr. 53a
- Een kerstverhaal 4 (1 pl.) nr. 53b
- Het arbeidsethos (1 pl.) nr. 54, tekst en tekeningen: Wim Stevenhagen

Prut Pruts (moordlust)
- Vader! Er zit een lek in ’t kader!! (4 pl.) nr. 53b
- De strijd tegen de onbegrensde moordlust (4 pl.) nr. 54, tekst en tekeningen: Wim Stevenhagen
- De strijd II (4 pl.) nr. 55, tekst en tekeningen: Wim Stevenhagen

Reclamestrip
- Doorzon in het ziekenfonds (1 pl.) nr. 53b

## Gerrit de Jager+Wim Stevenhagen+Fay Luyendijk+Paul Schindeler
Gezamenlijk pseudoniem: Prutswerk
- Jan Boterman (5 pl.) nr. 13

## Ben Jansen
Losse strips
- Het leven der dieren (4 pl.) nr. 44
- Een aardige jongen (9 pl.) nr. 51 t/m 52
- De lepra man (niet voltooid) (13 pl.) nr. 53b t/m 55, tekst: Hanco Kolk

Michelle
- Miss Michelle (1 pl.) nr. 45
- >Missa Michelle (1 pl.) nr. 46
- Stille wateren diepe gronden (2 pl.) nr. 47

## Tove Jansson
Moem (Engelstalig)
- >stroken 52 t/m 91 (10 pl.) nr. 56

## Jean Pierre
- Smack Ronald! (4 pl.) nr. 42

## Jobo
- >Dries Throat (1 pl.) nr. 24

## Eddie de Jong
zie: René Windig + Eddie de Jong

## Rudolph Kahl
- Uniformen en hun oorlogen (2 pl.) nr. 61/62

## Raymond Koot
- De koning en het volk (8 pl.) nr. 58/59
- Inomo Tara de Japanse perzikjongen (1 pl.) nr. 60
- Vogels en soldaten! (4 pl.) nr. 61/62

## Hein de Kort
Hein de Korte grappen
- >Zenuweleiden (1 pl.) nr. 48
- >Tik tik tik tik (1 pl.) nr. 48
- >Wate een weertje hè?! (1 pl.) nr. 48
- >Ach, wilt u mijn fiets even vasthouden? (1 pl.) nr. 49
- >Pang! Pang! Pang! Pang! (1 pl.) nr. 50
- >Als ik auw zeg… (1 pl.) nr. 51
- >Zjezus! Wat een enorme knoeperd! (1 pl.) nr. 52
- Tegenwoordig.. in de bus.. (1 pl.) nr. 53a
- Botte… botte pech!! (1 pl.) nr. 53b
- Van de familie een leuk jong hondje gekregen (1 pl.) nr. 54
- Feestje (1 pl.) nr. 55
- Punk (1 pl.) nr. 56
- Als een agent “nee” zegt (1 pl.) nr. 58/59
- Vlieg vogel vlieg (2 pl.) nr. 58/59
- Klikklik (1 pl.) nr. 60
- >ongetiteld (6 pl.) nr. 61/62

Korte grappen (gagstroken)
- >Of ik geld wil geven, nr. 53a
- >Schat.. ik moet je wat bekennen.., nr. 53b
- >Tot zo schat.. ik ben even boodschappen doen, nr. 53b
- >Zo.. dus u komt solliciteren, nr. 53b
- >Als ik jou was zou ik maar niet zo’n grote mond, nr. 53b
- >Je wilde “ring” zeggen, nr. 53b
- >Voor de laatste keer, nr. 53b
- >Zoooo.. nou nou, nr. 54
- >Jaaah… primaaah!, nr. 56
- >Deze soep is steenkoud schat, nr. 57
- >BAF!, nr. 57
- >D’r hangt een prijskaartje aan uw tand, nr. 57
- >Eén maal stalles alstublieft, nr. 57

Cartoon
- Zelfboerende kazen, nr. 54

## Robert van der Kroft
Ratjetoe
- Wie moppert tegen ’t weer…. (4 pl.) nr. 1, tekst: Andries Brandt
- Sinterklaasstrip (¾ pl.) nr. 2
- De engelbewaarder (5 pl.) nr. 3, tekst: Andries Brandt
- Jack in the box (4 pl.) nr. 3
- Aan het einde van niets (2½ pl.) nr. 4, tekst: Andries Brandt
- Kikkerbillen (1 pl.) nr. 5, tekst: Patty Klein
- Superman in de verdrukking (2 pl.) nr. 5, tekst: Patty Klein + Andries Brandt
- Huisman wil ook wel eens wat… (3 pl.) nr. 7
- Pepijn (½ pl.) nr. 31

## Aad Labadie
- Alsof (4 pl.) nr. 42 t/m 43
- De rij (niet voltooid) (16 pl.) nr. 49 t/m 53a

## Willy Lohmann
Losse strips
- KarToen (1 pl.) nr. 5
- KarToen (1 pl.) nr. 6
- >Mijnheer Schaafmolen (1 pl.) nr. 10
- >Opblaaspop (1 pl.) nr. 12
- Wensput (1½  pl.) nr. 18, tekst: Bram Uil
- Parkeerplaats (1 pl.) nr. 20
- Mijnheer van Lohn (2 pl.) nr. 31
- Het huwelijk (2 pl.) nr. 36
- Stemmen (3 pl.) nr. 37
- Ontwikkelings-Hulp Liefdadigheid (2 pl.) nr. 38
- Laat je kind studeren (2 pl.) nr. 39
- Uitvinders (2 pl.) nr. 40
- RK super markt (2 pl.) nr. 41
- Mensen,mensen,mensen,mensen. (2 pl.) nr. 42
- (Bijna) uitgestorven beroepen m/v (2 pl.) nr. 44

Kraaienhove
- >Binnen de muren (4 pl.) nr. 25
- >Rond het eeuwenoude Kraaienhove (4 pl.) nr. 26
- >Slechts de krijs (2 pl.) nr. 27
- >Een straffe wind (2 pl.) nr. 29
- Tweedracht op Kraaienhove (4 pl.) nr. 30 t/m 31
- Kraaienhove en het open graf (2 pl.) nr. 32
- >Waar is Grizelda? (6 pl.) nr. 33 en 35

Cartoons
- >Tram, nr. 8
- >Arm afgerukt door ballon, nr. 8
- >Pijl in rug, nr. 8
- >God leest de bijbel, nr. 9
- >Telefoonnummer op billen, nr. 10
- Zie je wel dat ik zwanger ben!, nr. 11
- Abortus is geen zaak van de vrouw alleen, nr. 11
- >Oh, sorry, nr. 15
- Uw keurslager heeft het, nr. 17
- >Ruimteschipbreukeling, nr. 17
- Variatie Disc-Jockey, nr. 20
- Variatie Vluggertje, nr. 21
- Denkwolkjes, nr. 22
- Variatie: Bibliofiel, nr. 22
- Variatie Carnaval, nr. 23
- Variatie Octopus, nr. 24
- Variatie Musketier, nr. 26
- >Bestraling is niet schadelijk?, nr. 39
- >God is niet dood…, nr. 48

Reclamestrip
- >Oh, kom er eens kijken… (1 pl.) nr. 32

## Loro(Jean-Marc Laureau)
Losse strips
- Wrede Woesjka en de wraak (3 pl.) nr. 7
- La sorciere (3 pl.) nr. 8
- De vloek (2 pl.) nr. 30

Abel Dopeulapeul
- >Episode 2 (2 pl.) nr. 15
- Asfalt bloempje (12 pl.) nr. 19 t/m 20
- Requiem voor een detective (10 pl.) nr. 21 t/m 22
- De achtervolging (= episode 4) (2 pl.) nr. 23
- Episode 6 (2 pl.) nr. 24
- >Episode 5 (2 pl.) nr. 25
- >Episode 7 (2 pl.) nr. 26
- >Episode 1 (2 pl.) nr. 28
- Geen bloem geen trombone (11 pl.) nr. 38 t/m 39

## Jean-Jacques Loup
- >Een wind laten en weer opvangen (1 pl.) nr. 11
- Inwijdingsritueel (1 pl.) nr. 12
- Fatima (5 pl.) nr. 13

## Lucques(Luc Nisset-Raidon)
- Kuise vijand no 1 (7 pl.) nr. 29
- Cupido antwoordt niet (13 pl.) nr. 32 t/m 34
- Low budget versie (6 pl.) nr. 37

## Fay Luyendijk
Zie ook: Gerrit de Jager + Wim Stevenhagen + Fay Luyendijk + Paul Schindeler
- >Zangopname (2 pl.) nr. 10
- Pavlov (1 pl.) nr. 12

## Fred Marschall
Jan en Piet
- Road to ukélèlé (45 pl.) nr. 16 t/m 37, tekst: Fred Scherf

Losse strips
- Zwanenzang (2 pl.) JN, tekst: Patty Klein

Opgetekend
- Meer dan 1000 jaar zit in Wieringen, Noord-Holland, een zilverschat in de grond, die in 1995 door puur toeval wordt gevonden. (2 pl.) JN, tekst: Pieter van Oudheusden (herdruk van een aflevering uit tijdschrift Quest)

## René Meulenbroek
- Mammie, kom terug! (6 pl.) nr. 47

## Rob Møhlmann
- De strip vandaag – Een avontuur van Pierke (1 pl.) nr. 3

## Leo van Noppen
Losse strip
- >De vogel en de vlieg (1 pl.) nr. 2

De Rotsstreek
- Ben Nul & Dirk Teur (4 pl.) nr. 1, tekst: Patty Klein
- Ben Nul & Ard Tiest (4 pl.) nr. 2, tekst: Patty Klein

Preut
- Preut (½ pl.) nr. 3, tekst: Patty Klein + Andries Brandt
- Preut (½ pl.) nr. 3, tekst: Patty Klein + Andries Brandt
- Preut (½ pl.) nr. 4, tekst: Patty Klein + Andries Brandt
- Preut (½ pl.) nr. 4, tekst: Patty Klein + Andries Brandt

## Aloys Oosterwijk
- Volwassen (5 pl.) nr. 44
- De polsslag (6 pl.) nr. 45
- Geknipt voor succes (6 pl.) nr. 46
- De Hals zaak (5 pl.) nr. 47
- De perfekte liefde! (5 pl.) nr. 49
- Veel liefs uit Parijs (9 pl.) nr. 50 t/m 51
- De ketting (9 pl.) nr. 52 t/m 53a

## Fred Opper
Happy Hooligan (Engelstalig)
- >Aflevering 6-21 (1 pl.) nr. 61/62

## René Pétillon
Jack Palmer
- Jack Palmer neemt de vlucht! (6 pl.) nr. 27
- Dokter Supermarktstein (4 pl.) nr. 30
- Geen respijt voor Palmer (6 pl.) nr. 32
- Supermarktstein (7 pl.) nr. 38
- Jack Palmer en dokter Supermarktstein (49 pl.), nr. 40 t/m 49 (niet in nr. 47)

## Hans Pieko
- Ontmoeting (1 pl.) nr. 8
- Er zij licht (4 pl.) nr. 9
- Coïtus interruptus (2 pl.) nr. 9

## Pirana(Leon Van De Velde)
- >Waar ligt mijn hamer? (1 pl.) nr. 8, tekst: Kamagurka (Luc Zeebroek)

## Louis Schaap
- 1 (een) dialoog (1½ pl.) nr. 19, tekst: T. Zwiers
- Plezier voor twee? (1½ pl.) nr. 20, tekst: T. Zwiers
- Ah…buurvrouw.. (2 pl.) nr. 21, tekst: T. Zwiers
- Ploink, ploink, ploink (2 pl.) nr. 23, tekst: T. Zwiers
- De avonturen van Jan-Jaap & Bas + Fam (2 pl.) nr. 24, tekst: T. Zwiers
- Die Trees & Kees (2 pl.) nr. 25, tekst: T. Zwiers
- Een waardig afscheid (2 pl.) nr. 26

## Paul Schindeler
Zie ook: Gerrit de Jager + Wim Stevenhagen + Fay Luyendijk + Paul Schindeler
- Operation: ‘Table-top’ (3 pl.) nr. 11
- Ohne worte (2 pl.) nr. 12
- De reis in de tijd (3 pl.) nr. 14, tekst: Patty Klein
- Martine: De ware image ontpopt zich ( 1½ pl.) nr. 15, idee: Patty Klein
- Over eten gesproken… (½ pl.) nr. 16
- Een avontuur van Adje – Zo zout heeft u het nog nooit… (4 pl.) nr. 16
- Perpetuum mobile (5 pl.) nr. 17
- Koude start (1 pl.) nr. 17
- Plastic libido deel:1 Een toekomst?? (niet voltooid) (7 pl.) nr. 18
- Hardlopers zijn… (½ pl.) nr. 21

## Eric Schreurs
Losse strips
- Ook nog stom … na de bom (2 pl.) nr. 39
- Ouwe hoere (3 pl.) nr. 58/59
- Wendengoo (10 pl.) nr. 61/62

Adrianus
- >Whaha jij maakt niks meer klaar (3 pl.) nr. 26
- >Als je maar voor het eten thuis bent! (3 pl.) nr. 28
- >Wanneer je nou aan mij vraagt (4 pl.) nr29
- >Kijkeris … hebbie Adrianus! (6 pl.) nr. 31
- >Dus je weet zeker dat je meegaat Adri (2 pl.) nr. 33
- >Lamelos grotvernetezooi! (6 pl.) nr. 34
- >Carnaval (3 pl.) nr. 35
- >Heerlijk hé Adrianus (2 pl.) nr. 36
- >Zeg Kor (4 pl.) nr. 37
- >Eh … pardon meneer! (1 pl.) nr. 38
- >Zo zus (2 pl.) nr. 40
- >Sla hem z’n hersens in! (3 pl.) nr. 40
- >Nou … Ansje (3 pl.) nr. 41
- >Er valt een geladen stilte (3 pl.) nr. 42
- >Lul (2 pl.) nr. 42
- >En dan volgt nu de vakature band!! (4 pl.) nr. 43
- >Zo lekkertje! (3 pl.) nr. 43
- >AH (1 pl.) nr. 44
- >Geef het maar op Adri! (6 pl.) nr. 45
- >Godverr godverrr (2 pl.) nr. 46
- >Gnah (2 pl.) nr. 47
- >Lokale omroep! (6 pl.) nr. 48
- >Waarmee kan ik meneer van dienst zijn! (4 pl.) nr. 49
- >Hé Hé Hé Hé Hé Hé (4 pl.) nr. 50
- >Godverrrdegodvrrr zeikzooi (14 pl.) nr. 51 t/m 53a
- >ihik gaaaa d … dood! (5 pl.) nr. 53a

Adrianus & John Doorzon
- De 4 ballen van de duivel deel 2  (niet voltooid) (28 pl.) nr. 53b t/m 57, tekst: Gerrit de Jager + Wim Stevenhagen

Geharrebar
- >ongetiteld (1 pl.) nr. 58/59
- >ongetiteld (1 pl.) nr. 58/59
- >ongetiteld (1 pl.) nr. 58/59
- >ongetiteld (1 pl.) nr. 58/59

Cartoons
- >Plassende man met hond er onder, nr. 24
- >Plassende man wordt bekeken, nr. 25
- >Toiletjuffrouw, nr. 31

## Ed van Schuijlenburg
- Manus’ kerstnacht... (2 pl.) nr. 7

## Bart Slijp
Losse strips
- Zomaar ’n papoea (1 pl.) nr. 17
- >Jij, vuile nikker! (¾ pl.) nr. 17
- Alcohol-special (1 pl.) nr. 19
- Kernreactor (1 pl.) nr. 20
- Stom! (1 pl.) nr. 22
- De winnaar! (1 pl.) nr. 24
- >De bankroof (½ pl.) nr. 24
- Please don’t make me angry … (⅔ pl.) nr. 27
- Hobbelneger (1 pl.) nr. 28
- Beursnieuws (1 pl.) nr. 29, tekst: Johan Stoop
- Bericht van de overheid (2 pl.) nr. 32, tekst: Johan Stoop
- Slaatje (½ pl.) nr. 39, tekst: André Meulman

Dokter Victor van de Geldwolf
- Dolletjes … (1 pl.) nr. 18, tekst: Bram Uil
- Doktersadvies (1 pl.) nr. 19
- >Vibrator (2 pl.) nr. 23, tekst: Bert Tier + Patty Klein
- >Anti roos (1⅓ pl.) nr. 27, tekst: Bram Uil
- >Opa is helemaal doof geworden (1 pl.) nr. 33, tekst: Bram Uil
- Hap slik hap slik (1 pl.) nr. 34, tekst: Bram Uil
- Tampon stampij (1 pl.) nr. 35, tekst: Bram Uil
- >Menselijke ballon (1½ pl.), nr. 39, tekst: André Meulman
- >Niks te doen (2 pl.) nr. 40, tekst: Bram Uil
- Intersuicity (1 pl.) nr. 41, tekst: André Meulman
- Galgepil (1 pl.) nr. 42, tekst: Bram Uil
- Dokter Geldwolf (1 pl.) nr. 45, tekst: Bram Uil
- Tuchtradeloos (2 pl.) JN, tekst: Bram Uil (herdruk van een aflevering uit album: Dokter Victor van de Geldwolf - En het mag allemaal niks kosten!)
- Pillen graaien (1 pl.) JN, tekst: Bram Uil (herdruk van een aflevering uit album: Dokter Victor van de Geldwolf - En het mag allemaal niks kosten!)
- Weekenddienst (1 pl.) JN, tekst: Bram Uil (herdruk van een aflevering uit album: Dokter Victor van de Geldwolf - En het mag allemaal niks kosten!)

## Marc Smeets
- The bedside Japan / K.je in Jap. (4 pl.) nr. 60
- >Bosbessenmannetjes-partij / Serie: la Politique (3 pl.) nr. 61/62

## Peter de Smet
- De lotgevallen van Flopje Flop in Flopjesland.1 (1 pl.) nr. 6
- Godfather en zoon (2 pl.) nr. 13

## Jan Steeman
Metamorfosen en andere verhalen
- Uit het alledaagse leven van de heer D. (6 pl.) nr. 1, tekst: Lo Hartog van Banda
- >Een zak ben ik geweest! (1 pl.) nr. 2, tekst: Patty Klein
- Jantje Pek – Uit het leven van een arme duivel (5 pl.) nr. 2, tekst: Lo Hartog van Banda
- Sinterklaasstrip  (inleiding) (½ pl.), nr. 2
- Ganymedes (3 pl.) nr. 2, tekst: Patty Klein
- Dichter und Bauer – Strip ohne worte (5 pl.) nr. 3, tekst: Andries Brandt
- T.V.-SPOTter (1 pl.) nr. 3, tekst: Frans Buissink (Buis)
- De stalen engel (5½ pl.) nr. 4, tekst: Andries Brandt
- Perpetuummobile (2½ pl.) nr. 5
- Lieve Frederiek, rust zacht (4 pl.) nr. 5, tekst: Frans Buissink (Buis)
- Zacheus (5 pl.) nr. 6
- Metamorfosen (2 pl.) nr. 6
- Troubadour des volks (4 pl.) nr. 7, tekst: Philip Sohier
- Metamorfosen 2 (2 pl.) nr. 8
- Anna Lieze (4 pl.) nr. 9, tekst: Patty Klein
- Aardbeving (2 pl.) nr. 10, idee: André Meulman
- Western (2 pl.) nr. 11
- Metamorfosen 3 (2 pl.) nr. 12

Gagstrook
- >Tobias Kwintenpreut met verjaardagstaart, nr. 6

Cartoon
- >Bekeert u!, nr. 1

## Sander Steeman
- >Hebbes! (3 pl.) nr. 41

## Cliff Sterrett
Polly and her pals (Engelstalig)
- >Aflevering 1-17 (1 pl.) nr. 57
- >Aflevering 1-24 (1 pl.) nr. 57
- >Aflevering 2-7 (1 pl.) nr. 57
- >Aflevering 3-14 (1 pl.) nr. 57
- >Aflevering 3-28 (1 pl.) nr. 57
- >Aflevering 4-11 (1 pl.) nr. 57
- >Aflevering 4-18 (1 pl.) nr. 57
- >Aflevering 5-8 (1 pl.) nr. 57
- >Aflevering 1-30 (1 pl.) nr. 57
- >Aflevering 5-16 (1 pl.) nr. 58/59
- >Aflevering 9-13 (1 pl.) nr. 58/59

Polly and her pals (Nederlandstalig)
- Inhoudstrip (= aflevering 2-15) (2 pl.) nr. 58/59

Dot and Dash
- >1 strook, nr. 57
- >2 stroken, nr. 57

## Wim Stevenhagen
Zie ook: Gerrit de Jager + Wim Stevenhagen 

Zie ook: Gerrit de Jager + Wim Stevenhagen + Fay Luyendijk + Paul Schindeler
Boris en Bertus Braafjes
- Hoe Boris en Bertus Braafjes de herfst in Japan doorbrachten (6 pl.) nr. 60
- Hoe Boris en Bertus Braafjes hun kerstfeest vierden (7 pl.) nr. 61/62

## Pat Sullivan
Felix the cat (Engelstalig)
- The eyes have it (1 pl.) nr. 58/59
- Beneath notice (1 pl.) nr. 58/59
- Gulliver’s glasses (1 pl.) nr. 58/59
- Felix is caught napping (1 pl.) nr. 58/59
- And so to bed (1 pl.) nr. 58/59

## Thé Tjong-Khing
Storende verhalen
- De stenen god (8 pl.) nr. 1, tekst: Andries Brandt
- Jong geluk (5 pl.) nr. 2, tekst: Patty Klein
- Sinterklaasstrip (¾ pl.) nr. 2
- Prairy passion (5 pl.) nr. 3, tekst: Patty Klein
- TV Privaat (5 pl.) nr. 4
- Zuster Lydia zoekt het geluk (5 pl.) nr. 5
- Ontspoord (7 pl.) nr. 6
- De brief (6 pl.) nr. 7
- Mitzi en de taartjes (1 pl.) nr. 7
- De top (5 pl.) nr. 8, tekst: Frans Buissink
- Lente in de k.centrale (niet voltooid) (4 pl.) nr. 10 t/m 11

Reclamestrip
- De stripfanaat (1 pl.) nr. 16, ook in nrs 18, 27, 35, 38 en 47

Stripillustratie
- Thé Tjong-Khing op de iPad (2 pl.) JN

## Bert Tier
Losse strips
- >Henkie v/d Meisjes (2 pl.) nr. 17
- >Gefrustreerde eikel!!!! (1 pl.) nr. 18
- Super sucker! (4 pl.) nr. 20
- Er was eens…! (2 pl.) nr. 21
- 3001 spaceoddity (4 pl.) nr. 22
- De kippen van Oranje (2 pl.) nr. 23, tekst: Jan Bot + Bert Tier
- De centrale (5 pl.) nr. 24

De postbode
- >Ring ring (1 pl.) nr. 14
- >Daar gáán we weer!!! (1 pl.) nr. 16
- >Nou ik!!! (2 pl.) nr. 17
- >Dokter Zielknijpfer (2 pl.) nr. 25
- >Sex !.. (1 pl.) nr. 27
- >Quitte of dubbel (1 pl.) nr. 28
- >Nondeju! (1 pl.) nr. 29
- .. There is no time like wartime …… (1 pl.) nr. 30
- >Kerncentrale (1 pl.) nr. 30
- >Post voor De Vrije Balloen (2 pl.) nr. 31, idee: Patty Klein
- >Trix is nix (1 pl.) nr. 32
- >De tuin (2 pl.) nr. 33, idee: Nan de Boer
- >Krakersrellen (2 pl.) nr. 35, idee: Nan de Boer
- >Het enige ware geloof !! (2 pl.) nr. 37, idee: Nan de Boer
- >Kleine criminaliteit (2 pl.) nr. 41

De avonturen van Jan Kneuterman
- Of: de omzwervingen v/e ex postbode … (3 pl.) nr. 43
- v/h de postbode deel 2 (3 pl.) nr. 44
- Deel 3 (3 pl.) nr. 45
- Deel 4 (2 pl.) nr. 46
- Deel 5 (3 pl.) nr. 47, met medewerking van Hans Heemsbergen
- Deel 6 (4 pl.) nr. 48

De Janssens
- >Ring ring! ring! ring! (1 pl.) nr. 49
- >Hallo ouwe lul! (1 pl.) nr. 49
- >Sodeju (2 pl.) nr. 50

Jut en Jul in de jungle…
- >Ik Jut … jij Jul (2 pl.) nr. 51
- >ĀĀĀh .. de natuur.. (2 pl.) nr. 52
- >Ik ben ’t zat!! (1 pl.) nr. 53a
- >.. Ik zijn een nul … (2 pl.) nr. 53b
- >Oké!. deze grap (2 pl.) nr. 54
- >Srub! (2 pl.) nr. 55

Cartoon
- Lach eens naar het vogeltje, nr. 54

## Theo van Trier
- >Vouwauto (1 pl.) nr. 16

## Mehmed Tunali
- Tussen Oudenrijn en Vianen….. (2 pl.) nr. 37

## Bert Unger
- Begin van het einde (3 pl.) nr. 43
- Liefdes perikelen (1 pl.) nr. 44, met medewerking van Bunk

## Jim Valentine
- >Menselijke waterkraan (2 pl.) nr. 10
- >Mensetende stofzuiger (2 pl.) nr. 10
- >Vrouw met kaars (2 pl.) nr. 13
- O, kom er n’s kijken…de zak!!.. (2 pl.) nr. 21

## Kees van der Velde
- Tomato-sauce Tom in: “Tequila for two” (7 pl.) nr. 15
- Terreur van de lach (1 pl.) nr. 16, met medewerking van Hans van der Put
- Ab Normaal in: “Mimicry” (2 pl.) nr. 32, tekst: Hans van der Put

## Willem Vleeschouwer
Duppie
- Het doorbroken isolement (42 pl.) nr. 48 t/m 55, tekst: Gerard van Santen

## Gerry Voortman
- De worm in mijn schedel (6 pl.) nr. 5, tekst: Andries Brandt
- De plaag (2 pl.) nr. 6
- Ruimte avontuur (4 pl.) nr. 7
- Verstoten (4 pl.) nr. 8
- Bin (19 pl.) nr. 9 t/m 14
- >Lift-off (1 pl.) nr. 16
- >Aas? (2 pl.) nr. 17
- Kent u de mangus? (2 pl.) nr. 19, tekst: Frans Buissink
- De volgzaamheid (4 pl.) nr. 21, tekst: Bram Uil
- Al 5 jaar angst (1 pl.) nr. 31
- Communicatie (1 pl.) nr. 33, tekst: Hans van der Put
- >Het was op een donderdag (3 pl.) JN

## Hendrik J. Vos
- Rendez-vous (2 pl.) nr. 9

## Patty Walter
- Anna (2 pl.) nr. 18

## Jan van Wessum
Cartoon
- >Koning leest Carl Marx, nr. 8

## Martin Wijn
- Ongekende diepte (3 pl.) nr. 43

## Piet Wijn
Losse strip
- Voor de kleutertjes (2 pl.) nr. 3, tekst: Andries Brandt

Kettingstrip (zie ook: Harry Balm, Carry Brugman en Gideon Brugman)
- Kettingstrip ( ¾ pl.) nr. 4, tekst: Andries Brandt

## René Windig+Eddie de Jong
Dick Bosch
- Dick Bosch er op losch (16 pl.) nr. 48 t/m 50
- Zeg maar Dick (28 pl.) nr. 58/59, uit te halen bladzijde die, mits op de juiste wijze geknipt en gevouwen, een boekje oplevert van 32 blz
- Dick’s droomenland (2 pl.) nr. 58/59
- Dikku Boshu-San (6 pl.) nr. 60
- Shôkiki (3 pl.) nr. 60

Gagstrook
- Raamstraat 8-12, nr. 58/59

## Hans Zandvliet+Jack Frauenfelder
Zie: Jack Frauenfelder + Hans Zandvliet

## Auteur(s) onbekend
Strips
- >Aanrijding met vogel (2 pl.) nr. 16
- >Stom t-shirt (1 pl.) nr. 25

Gagstrook
- Eerst m’n Goud Haantje opeten…!, nr. 15

Cartoons
- >Olifant, nr. 15
- >Als Van Agt Den Uil wiegelt, nr. 31

Reclamestrip
- >Lees De vrije Balloen (½ pl.) nr. 31